# As (rimski kovanec)
As (latinsko as, mn. ases, včasih tudi assarius, prevedeno v grščino kot ἀσσάριον [assárion]), je bil bronast, kasneje bakren kovanec Rimske republike in Rimskega cesarstva.

## Obdobje Rimske republike
Rimljani so okoli leta 280 pr. n. št. umaknili iz obtoka grške kovance in jih nadomestili s paličastimi in kasneje z grobimi okroglimi bronastimi aes rude. Istočasno so v denarni sistem uvedli tudi kovance z ulomljenimi vrednostmi asa 
- bes = 2⁄3 asa = 8 uncij
- semis = 1⁄2 asa = 6 uncij
- kvinkunks = 5⁄12 asa = 5 uncij
- triens = 1⁄3 asa = 4 uncije
- kvadrans = 1⁄4 asa = 3 uncije  (zato se je imenoval tudi teruncij)
- sekstans, 1⁄6 asa = 2 unciji
- uncija = 1⁄12 asa = 1 uncija = 1⁄12 funta = 27,4 g
- semuncija = 1⁄24 asa = 1⁄2 uncije
- kvartuncija = 1⁄48 asa = 1⁄4 uncije

in mnogokratnimi vrednostmi asa
- dupondij = 2 asa
- sesterc = 2,5 asa
- tres = 3 asi
- kvadruzij = 4 asi
- kvinarij = 5 asov
- denarij = 10 asov
- aureus = 250 asov.

Ulitega asa so izdajali približno sedemdeset let. V tem času so mu večkrat zmanjšali maso in uvedli sekstantal, ki je tehtal 1/6 funta.  Približno takrat so uvedli tudi srebrni denarij. Zgodnji rimski srebrniki so bili izdelani po grških utežnih standardih, kar je oljašalo njihovo rabo v južni Italiji in na vzhodni obali Jadranskega morja, takrat pa so vsi kovanci prešli na rimske utežne standarde. Denarij ali desetak, ker je bil sprva vreden deset asov, so že okoli leta 140 pr. n. št.  razvrednotili na 16 asov. Razvrednotenje je bilo domnevno posledica financiranja punskih vojn.
V obdobju republike ja bil na prednji strani kovanca doprsni kip boga Janusa, na zadnji strani pa premec galeje. As se je prvotno izdeloval po funtnih utežnih standardih, kasneje pa po zmanjšanih funtnih utežnih standardih. Ko so se bronasti republiški kovanci prenehali ulivati in se začeli kovati, se je njihova masa še bolj zmanjšala. V nekaterih obdobjih se asi sploh niso kovali.

## Obdobje Rimskega cesarstva
Po Avgustovi denarni reformi leta 23 pr. n. št. se as ni več koval iz brona, ampak iz čistega bakra. Sesterc, ki je bil pred tem vreden 2,5 asa, je bil zdaj vreden 4 ase, dupondij pa 2 asa. Oba sta se izdelovala iz zlato rumene medenine, ki je med numizmatiki znana kot orihalcum. Takšen as so kovali do 3. stoletja n. št.. Bil je kovanec z najmanjšo vrednostjo, ki so ga redno izdajali v Rimskem cesarstvu. Semis in kvadrans so izdajali redko, med vladavino v pa sploh ne. Zadnje ase sta izdajala verjetno Avrelijan v obdobju 270-275 in na začetku svojega vladanja Dioklecijan.

## Bizantinsko cesarstvo
Rimski as z grškim imenom assarion je ponovno uvedel bizantinski cesar Andronik II. Paleolog (vladal 1282–1328). V prvi polovici 14. stoletja so ga kovali v velikih količinah. Bil je bakren kovanec slabe kakovosti, ki je tehtal 3-4 grame in imel najnižjo vrednost med takratnimi bizantinskimi  kovanci. Zlati hiperpiron je bil vreden 768 asov. Izgleda, da so as vsako leto spremenili, ker obstaja zelo veliko število njegovih različic. Leta 1367 so ga zamejnali z dvema drugima bakrenima kovancema – tornozom in folisom.

## Tržna vrednost
Tržna vrednost asa je prikazana z nekaj primeri iz 3. stoletja med vladavino cesarja Dioklecijana:
- mesečna plača kmetijskega delavca (vključno s hrano) = 800 asov
- mesečna plača učitelja (po učencu)  = 800 asov
- frizerske usluge (po stranki) = 32 asov
- 1 kg svinjskega mesa  = 380 asov
- 1 kg grozdja = 32 asov